# Квинт Фабий Максим Эбурн
Квинт Фа́бий Ма́ксим Эбу́рн (лат. Quintus Fabius Maximus Eburnus; умер после 104 года до н. э. в Нуцерии, Италия) — древнеримский политический деятель из патрицианского рода Фабиев Максимов, консул 116 года до н. э. и цензор 108 года до н. э. Известен тем, что казнил собственного сына.

## Происхождение
Квинт Фабий принадлежал к древнему патрицианскому роду Фабиев. Предположительно он был сыном Квинта Фабия Максима Сервилиана, усыновлённого внуком Фабия Кунктатора, а по крови — сына Гнея Сервилия Цепиона. В этом случае номинальным двоюродным братом ему приходился Квинт Фабий Максим Аллоброгик, консул 121 года до н. э.
Прозвище Эбурн (Eburnus) зафиксировано только в двух источниках — у Феста и Псевдо-Квинтилиана.

## Биография
Свою карьеру Квинт Фабий начал предположительно с должности монетария, которую занимал совместно с Марком Цецилием Метеллом (сторонники этой гипотезы ссылаются на тот факт, что эти два нобиля были консулами в два соседних года). Монеты Эбурна напоминают по внешнему виду те, которые чеканились в конце II века до н. э. в испанских провинциях Рима; возможно, таким образом монетарий хотел напомнить о победах своего отца, одержанных на Пиренейском полуострове. Квинт Фабий занимал эту должность предположительно между 134 и 124 годами до н. э. 
В связи с событиями 132 года до н. э., когда консул Публий Рупилий пытался подавить восстание рабов в Сицилии, Валерий Максим упоминает некоего Квинта Фабия, зятя консула, который «по небрежности потерял крепость Тавромений» и поэтому был вынужден покинуть провинцию. Согласно одной гипотезе, речь идёт о будущем Аллоброгике; согласно другой — об Эбурне. При этом неясно, какой пост он мог занимать в сицилийской армии; возможно, он был квестором.
Сицилийская неудача могла ударить по репутации Квинта Фабия и стать причиной того, что дальнейшая его карьера серьёзно затянулась: только в 119 году до н. э. Эбурн занял должность претора, хотя закон Виллия, установивший минимальные временные промежутки между высшими магистратурами, позволял ему добиваться этой должности раньше. В качестве претора Квинт Фабий возглавлял судебную комиссию, занимавшуюся делами об оскорблении величия римского народа. Консулом Эбурн стал спустя положенное время после претуры — в 116 году до н. э. Но его избрание всех удивило: он набрал больше голосов, чем «выдающийся гражданин, достойнейший сенатор» Марк Эмилий Скавр. Коллегой Квинта Фабия стал плебей Гай Лициний Гета. О событиях 116 года практически ничего неизвестно. Остаётся неясным, относятся ли к этому году сенатские постановления, касающиеся Дельф и фригийских дел.
В 108 году до н. э. Эбурн занимал должность цензора — снова вместе с Гаем Лицинием Гетой. Известно, что во время цензуры он изгнал своего сына по обвинению в прелюбодеянии, а затем и убил его по праву отца семейства (patria potestas). В связи с этим в 104 году до н. э. он был привлечён к суду неким Гнеем Помпеем. Подробности дела неизвестны. Источники сообщают, что Эбурн удалился в изгнание в Нуцерию, где жил ещё долгие годы.